# Lethrinus microdon
Lethrinus microdon és una espècie de peix pertanyent a la família dels letrínids.

## Descripció
- Pot arribar a fer 80 cm de llargària màxima (normalment, en fa 40) i 4.850 g de pes.
- 10 espines i 9 radis tous a l'aleta dorsal i 3 espines i 8 radis tous a l'anal.
- Musell moderadament llarg.
- És de color gris blavós o marró, sovint amb taques irregulars fosques disperses pels costats.
- Les aletes són pàl·lides o ataronjades.[5][6][7][8]

## Alimentació
Menja peixos, crustacis, cefalòpodes i poliquets.

## Hàbitat
És un peix marí, associat als esculls i de clima tropical (32°N-23°S) que viu fins als 80 m de fondària.

## Distribució geogràfica
Es troba des del mar Roig, el golf Pèrsic i l'Àfrica oriental fins a Sri Lanka, les illes Ryukyu i Papua Nova Guinea.

## Observacions
És inofensiu i bo com a aliment per als humans, tot i que n'hi ha informes d'intoxacions per ciguatera.